# Pterotaea agrestaria
Pterotaea agrestaria là một loài bướm đêm trong họ Geometridae.